# Blancabella y la serpiente
Blancabella y la serpiente (Biancabella e la biscia sua sorella) es un cuento de hadas italiano que aparece en el primer volumen (tercera noche, tercer cuento) de Las noches agradables, de Giovanni Francesco Straparola, publicado en 1550 en Venecia.
En el siglo XX, el escritor Italo Calvino incluyó una variante piamontesa, La serpiente, con algunos elementos de la versión toscana, y destacó la gran cantidad de variantes de estilo en la versión de Straparola a pesar de la sencillez que presentaba el cuento.
Es un relato del tipo 706 en la clasificación Aarne-Thompson, chica sin manos. Entre otras variantes de este cuento se encuentran La doncella sin manos, Penta la de las manos cortadas, La niña sin manos y La niña con una mano.

## Sinopsis
Lamberic, marqués de Montferrato, se encontraba desesperado porque su mujer le diera un hijo. Un día en el que su mujer se quedó dormida en el jardín, una culebra de collar se arrastró dentro de su vientre. Poco después, la mujer se quedó embarazada y dio a luz a una niña con una serpiente enroscada a su cuello. Las matronas estaban aterrorizadas ante aquella visión, pero el ofidio se arrastró de vuelta al jardín sin atacar a nadie.
La joven fue llamada Blancabella. Cuando cumplió los diez años, una serpiente en el jardín le habló. Le explicó que era su hermana, Samaritana, y que si la obedecía viviría feliz, pero que sólo le esperaría miseria de no hacerlo. La serpiente, entonces, le ordenó que le trajera dos cubos, uno repleto de leche y el otro de agua de rosas. Al regresar a su casa, su madre notó que Blancabella estaba preocupada por algo y decidió preguntarle, pero esta sólo le pidió los cubos y se regresó al jardín con ellos. Tras esto, la serpiente le ordenó que se bañara en ellos.
Por ello, Blancabella se volvió aún más hermosa. De sus cabellos caían joyas cada vez que se peinaba, y de sus manos, flores, cada vez que se las lavaba.
Esto atrajo, con el tiempo, a muchos pretendientes. Finalmente, su padre accedió a casarla con Ferrandino, rey de Nápoles. Tras la boda, Blancabella intentó llamar a Samaritana, pero esta no apareció. La joven llegó a la conclusión de que debía de haberla desobedecido de algún modo y se alejó entristecida.
Por otra parte, la madrastra de Ferrandino, que quería casarlo con alguna de sus hijas feas de un matrimonio anterior, estaba encolerizada por aquel enlace.
Tiempo después, Ferrandino tuvo que partir a la guerra contra el rey de Túnez. Mientras estaba fuera, la madrastra ordenó a los sirvientes llevarse a Blancabella lejos y asesinarla, y traerle de vuelta alguna prueba de su muerte. Así lo hicieron, en principio. Sin embargo, fueron incapaces de matarla, y sólo le sacaron los ojos y le cortaron las manos. Después, la madrastra le hizo saber al rey que sus hijas habían muerto, y que la reina se encontraba enferma; y entonces puso a una de sus hijas en la cama de Blancabella y la hizo pasar por la reina. Ferrandino regresa de la guerra victorioso, pero descubre con tristeza lo ha sido de su mujer: no ha perdido solamente toda su belleza, sino que, además, de sus cabellos brotaban piojos en vez de piedras preciosas, y de sus manos, mugre en vez de flores.
Blancabella intentó llamar de nuevo a Samaritana, pero esta seguía sin aparecer. Un anciano se la encontró y decidió llevarla a su casa, aunque su mujer se negaba a darle asilo, pues creía que la joven había sufrido algún castigo por algún tipo de crimen. Blancabella le pidió a una de las hijas del matrimonio y de nuevo la mujer se negó, pues no quería que su hija fuera sirvienta de nadie. Sin embargo, la jovencita hizo lo que le pidió y al peinarle comenzaron a caer joyas de sus cabellos. La familia estuvo muy agradecida porque les sacó de la pobreza.
Un día, Blancabella le pidió al anciano que le volviera a llevar al lugar del bosque donde la encontró. Y allí, una vez más, intentó llamar a su hermana una y otra vez. Se encontraba en una profunda desesperación y sopesando la idea de lanzarse al agua para quitarse la vida cuando Samaritana apareció para detenerla. La joven le imploró su perdón y Samaritana le devolvió sus ojos y sus manos, y se transformó a su vez en una mujer.
Después de un tiempo, las hermanas, el anciano matrimonio, y sus hijas partieron hacia Nápoles, donde Samaritana, usando su magia, les hizo una un palacio magnífico en frente del castillo. Ferrandino se percata de las jóvenes y se asombra por el parecido de una de ellas con el aspecto que tenía la reina antes de su partida. La familia le hacen saber que son exiliados. El rey es invitado a visitar el palacio donde vive la familia y aparece acompañado de sus sirvientas y la madrastra. Entonces, Samaritana le pide a una sirvienta que tome una cítara y cante la historia de Blancabella pero sin incluir nombres para, después, preguntar a los presentes cuál sería el castigo adecuado para un crimen así. La madrastra, creyendo que nadie sospechaba de ella, sugirió que el autor de tal crimen debía ser debía ser encerrado en un horno ardiendo.
Samaritana le contó la verdad al rey, mostrando como pruebas los dones que poseía su hermana, así como la marca de nacimiento que Blancabella tenía alrededor del cuello. Ferrandino mandó encerrar a la madrastra en un horno ardiendo. Después, hizo desposar a las hijas del matrimonio de ancianos con buenos pretendientes y vivió feliz con su esposa, la reina Blancabella, hasta que murió y fue sucedido por su hijo.

### La serpiente
En La serpiente, la joven, de origen campesino, es la más joven de tres hermanas y la serpiente la protege al ser la primera persona en no asustarse en su presencia. A diferencia de la versión de Straparola, los dones que le da la serpiente son que caerían perlas y plata cada vez que llorara; semillas de granada cada vez que riera y que atraparía peces cada vez que se lavara las manos. Este último fue el que salvaría a la familia de la joven de la hambruna. Una de sus hermanas, carcomida por la envidia, decidió encerrarla en el ático. Sin embargo, un día Blancabella vio a un joven príncipe y no pudo evitar reírse, y al hacerlo nació un granado de la semilla que había salido de su boca. Al ver que sólo ella era capaz de recoger aquellas granadas, el príncipe decidió casarse con ella.
Sus hermanas intentaron la misma treta que la madrastra e la versión de Straparola, con la diferencia de que en el momento de la boda, fue la hermana mayor la que se casó con el príncipe. La serpiente engañó a las hermanas para que le devolvieran los ojos y las manos, a cambio de higos y melocotones, antojos de la hermana mayor, que en aquel momento se encontraba embarazada. Esta finalmente daría a luz a un escorpión. Más adelante, el rey decidió llevar a cabo un baile, en el cual apareció la hermana más joven y reveló toda la historia.

## Comentario
La existencia del cuento griego "La doncella que ríe rosas y llora perlas" sugiere que tal vez existió en su momento una variante italiana similar a este con el que Straparola estaría familiarizado.
Además, Blancabella podría tratarse una reminiscencia de las leyendas y relatos de la Edad Media relacionados al cantar de gesta La Belle Hélène de Constantinople y a Genoveva de Brabante.
Por otra parte, este cuento muestra ciertas similitudes con otro cuento de Straparola, Ancilotto, rey de Provino, sobre todo en su final, con un desenlace que transcurre en un ambiente aparentemente festivo, y con una madrastra que predice su propio castigo.